# Ludwig Noack (Philosoph)
Heinrich Egidius Ludwig Noack (* 4. Oktober 1819 in Bessungen; † 17. Juni 1885 in Gießen) war ein deutscher Theologe und Philosoph.

## Leben und Familie
Nachdem er Lehrer am Gymnasium Worms und an der Realschule in Oppenheim gewesen war, wurde er 1849 Repetent bei der philosophischen Facultät in Gießen angestellt und 1857 zum Professor bei derselben befördert, 1870 auch zum Bibliothekar ernannt.
Noack war dreimal verheiratet: nach dem Tod von Jakobine Amalie Schön (1805–1851) zunächst mit Karoline Henriette Otto (1836–1875) und nach deren Tod mit Amalie Renner (1833–1915). Aus der zweiten Ehe gingen die Lehrer Karl Noack und Friedrich Noack, der allerdings als Schriftsteller bekannt wurde, sowie der Arzt Georg Noack hervor. Zu seinen Enkeln zählen u. a. der Kunsthistoriker Werner Noack und der Botaniker Konrad Noack.

## Schriften (Auswahl)
- Die Religion in ihrem allgemeinen Wesen und ihrer mythologischen Entwicklung. Leske, Darmstadt 1845.

- Der Religionsbegriff Hegels. Ein Beitrag zur Kritik der Hegel‛schen Religionsphilosophie. Darmstadt 1845, MDZ.
- Die speculative Religionswissenschaft im encyclopädischen Organismus ihrer besonderen Disciplinen. Leske, Darmstadt 1847.
- Die theologische Encyclopädie als System. Leske, Darmstadt 1847.
- Der Genius des Christenthums oder Christus in der Weltgeschichte. Drei Bände. Geisler, Bremen 1852.
- Die christliche Dogmengeschichte, nach ihrem organischen Entwicklungsgange, in gedrängter Uebersicht. Enke, Erlangen 1853.
- Die christliche Mystik nach ihrem geschichtlichen Entwicklungsgange im Mittelalter und in der neuern Zeit. Zwei Bände. Bornträger, Königsberg 1853.
- Die Freidenker in der Religion. Oder die Repräsentanten der religiösen Aufklärung in England, Frankreich und Deutschland. Drei Bände. Jent und Reinert, Bern 1853–1855.
- Die Theologie als Religionsphilosophie in ihrem wissenschaftlichen Organismus. Dittmer, Lübeck 1853.
- Propädeutik der Philosophie. Einleitung in die Philosophie und Encyclopädie der philosophischen Wissenschaften. Ein Lehrbuch für akademische Vorlesungen. Verl. d. Landes-Industrie-Comptoirs, Weimar 1854.
- Der Ursprung des Christenthums, seine vorbereitenden Grundlegungen und sein Eintritt in die Welt. Zwei Bände. Fleischer, Leipzig 1857.
- Schelling und die Philosophie der Romantik. Ein Beitrag zur Culturgeschichte des deutschen Geistes. Zwei Teile. Mittler, Berlin 1859.
- Immanuel Kant’s Auferstehung aus dem Grabe. Die Lehre des Alten vom Königsberge. Urkundlich dargestellt. Wigand, Leipzig 1861, MDZ.
- Heinrich Pestalozzi. Der Held als Menschenbildner und Volkserzieher. Ein Haus- und Volksbuch. Leipzig 1861, MDZ.
- Johann Gottlieb Fichte nach seinem Leben, Lehren und Wirken. Leipzig 1862, MDZ.
- Von Eden nach Golgatha. Biblisch-geschichtliche Forschungen. Zwei Bände. Wigand, Leipzig 1868.
- Philosophiegeschichtliches Lexikon. Historisch-biographisches Handwörterbuch zur Geschichte der Philosophie. Koschny, Leipzig 1879 (Neudruck: Frommann-Holzboog, Stuttgart/Bad Cannstatt 1986, ISBN 3-7728-0232-X).